# Czworo z Teksasu
Czworo z Teksasu (ang. 4 for Texas) – amerykański western komediowy  z 1963 w reżyserii Roberta Aldricha. W głównych rolach wystąpili: Frank Sinatra, Dean Martin, Anita Ekberg i Ursula Andress (tytułowa czwórka z Teksasu).

## Obsada
- Frank Sinatra – Zack Thomas
- Dean Martin – Joe Jarrett
- Anita Ekberg – Elya Carlson
- Ursula Andress – Maxine Richter
- Victor Buono – Harvey Burden, prezes banku
- Charles Bronson – Matson
- Nick Dennis – Angel
- Mike Mazurki – Chad
- Edric Connor – Prince George
- Richard Jaeckel – Pete Mancini
- Marjorie Bennett – panna Emmaline
- Wesley Addy – Winthrop Trowbridge
- Ellen Corby – wdowa
- Jesslyn Fax – Mildred
- Virginia Christine – Brunhilde
- Jack Elam – Dobie, członek bandy Matsona
- Joe DeRita – malarz, dostawca obrazu
- Larry Fine –  malarz, dostawca obrazu
- Moe Howard –  malarz, dostawca obrazu

i inni...

## Zarys fabuły
Miasto Galveston w Teksasie, rok 1870. Dwaj kowboje-awanturnicy, Zack i Joe rywalizują ze sobą o przejęcie 100 000 dolarów. W końcu jednak nie darzący się sympatią mężczyźni będą musieli zjednoczyć siły, aby pieniędzy nie przejął nieuczciwy bankowiec Harvey Burden.